# Премия имени Д. Н. Мамина-Сибиряка
Премия имени Д. Н. Мамина-Сибиряка — всероссийская литературная премия. Учреждена в 2002 году к 150-летнему юбилею писателя Д. Н. Мамина-Сибиряка Союзом писателей России и Ассоциацией писателей Урала.

## Положение о премии
Премия присуждается ежегодно в день рождения Д. Н. Мамина-Сибиряка — 6 ноября в одном из городов-учредителей в семи номинациях:
- проза,
- поэзия,
- драматургия,
- публицистика,
- краеведение,
- литературно-художественная критика,
- детская литература.

В конкурсе могут принимать участие авторы, чьи работы продолжают литературные традиции классической русской прозы и поэзии, а также связаны с Уралом.
Помимо золотой медали с изображением Мамина-Сибиряка, каждый лауреат получает 1 тысячу долларов. Председателем жюри премии является писатель Владислав Крапивин (Екатеринбург).

## Лауреаты премии

### 2002
Соискателей: 30, лауреатов: 7. Церемония прошла 6 ноября на родине Д. Н. Мамина-Сибиряка, в посёлке Висим.
Лауреаты:
- Рустам Валеев (Челябинск) — за книгу «Вино любви» (избранная проза), убедительно раскрывающую уральский характер
- Николай Денисов (Тюмень) — за книгу «Заветная страна», внёсшую достойный вклад в развитие гражданской традиции отечественной поэзии
- Иван Дергачёв (Екатеринбург) (посмертно) — за выдающийся вклад в исследование творчества Д. Н. Мамина-Сибиряка
- Евгений Пинаев (Екатеринбург) — за роман «Похвальное слово Бахусу, или Верстовые столбы бродячего живописца», правдиво отображающий образ современника на перепутье эпох
- Виктор Потанин (Курган) — за творческий вклад в современную русскую прозу и следование лучшим традициям отечественной реалистической литературы
- Галина Слинкина (Ханты-Мансийск) (премия «Алёнушка») — за книгу «Сказки земли Югорской», развивающую фольклорные традиции народов Севера
- Николай Шамсутдинов (Тюмень) — за существенный новаторский поиск и вклад в развитие отечественной поэзии второй половины ХХ — начала XXI веков

### 2003
Соискателей: 13, лауреатов: 7. Церемония прошла 6 ноября в посёлке Висим.
Лауреаты:
- Василий Быковский (Муравленко, Ямало-Ненецкий автономный округ) — за совокупность работ по истории, экологии, экономике Западной Сибири, внёсших заметный вклад в отечественное краеведение
- Мария Вагатова (Ханты-Мансийск) — за книгу стихов «Песня моя, песня моя», внёсшую вклад в многонациональную литературу Урала и Сибири
- Николай Година (Челябинск) — за книгу стихов «Музыка лёгкого поведения» и значительный вклад в разработку новых и традиционных форм русской поэзии
- Юрий Дворяшин (Сургут) — за совокупность работ по исследованию творчества М. Шолохова и значительный вклад в российское литературоведение
- Алексей Иванов (Пермь) — за роман «Чердынь — княгиня гор», талантливо продолжающий русскую реалистическую традицию
- Владислав Крапивин (Екатеринбург) — за воспитание чести и достоинства у нескольких поколений читателей, существенный вклад в литературу для детей и юношества в романе «Семь фунтов брамсельного ветра» (премия «Алёнушка»)
- Арсен Титов (Екатеринбург) — за роман «Одинокое моё счастье», успешно продолжающий реалистические традиции русской прозы

### 2004
Соискателей: 20, лауреатов: 7. Церемония прошла 6 ноября в Ханты-Мансийске в рамках V конференции Ассоциации писателей Урала.
Лауреаты:
- Геннадий Бокарев (Екатеринбург) — за значительный вклад в отечественную драматургию и развитие реалистической традиции в книге «Всё»
- Римма Дышаленкова (Магнитогорск) — за книгу «Прощальное слово о знахаре», ярко воплотившую в себе лучшие традиции уральской литературной школы, гражданственность и чувство ответственности за родную землю
- Геннадий Иванов (Москва) — за большой вклад в переводы, редактирование и издание стихов поэтов Севера, а также за развитие патриотических традиций в книге лирики «Долгий день»
- Николай Кинев (Усть-Кишерть) — за книгу рассказов «Тот мир, где жили мы с тобой», правдиво и талантливо показывающую мир уральской деревни
- Дмитрий Мизгулин (Ханты-Мансийск) — за книгу стихотворений «Две реки», исповедующую совестливость и верность русской классической традиции
- Вячеслав Моисеев (Оренбург) — за вклад в развитие уральской переводческой школы
- Анатолий Омельчук (Тюмень) — за книги «Частное открытие Сибири» и «Нежный Север», внёсшие существенный вклад в краеведение Западной Сибири

### 2005
9 лауреатов. Церемония прошла 6 ноября в Органном зале Перми в рамках VI конференции Ассоциации писателей Урала.
Лауреаты:
- Сергей Борисов (Челябинск) — за книгу стихов «Светотень», продолжающую лучшие традиции уральской поэтической школы
- Павел Брычков (Омск) — за исторические романы «Полуденный зной» и «Отпор», глубоко и убедительно показывающие историю Западной Сибири первой четверти XVIII века
- Николай Коняев (Ханты-Мансийск) — за книгу повестей и рассказов «До поры до времени», правдиво и талантливо отражающую жизнь сибирской провинции на рубеже эпох
- Альберт Лиханов (Москва) (премия «Алёнушка») — за значительный вклад в отечественную литературу для детей и юношества
- Александр Мауров (Верхняя Пышма) — за повести о Великой Отечественной войне «Пока живы» и «Цветы на щебне», исповедующие совестливость и патриотизм
- Александр Овсянников (Муравленко, Ямало-Ненецкий автономный округ) — за вклад в развитие песенной традиции в стихах последних лет
- Алексей Решетов (Пермь) (посмертно) — за неоценимый вклад в отечественную поэзию и верность русской поэтической традиции
- Пётр Суханов (Сургут) — за стихи последних лет, продолжающие реалистические традиции в современном поэтическом творчестве
- Кирилл Шишов (Челябинск) — за большой вклад в краеведение Южного Урала и подвижническую деятельность по сохранению и развитию культуры региона

### 2006
Соискателей: 20, лауреатов: 8. Церемония прошла 6 ноября в Челябинске в рамках VII конференции Ассоциации писателей Урала.
Лауреаты:
- Александр Корабельников (Пермь) — за книгу рассказов «Не жили богато…»
- Пётр Краснов (Оренбург) — за значительный вклад в уральскую прозу и дальнейшее развитие реалистических традиций русской литературы
- Сергей Луцкий (пос. Большетархово, Ханты-Мансийский АО) — за книгу избранной прозы «Ускользающее время»
- Александр Павлов (Магнитогорск) — за стихи, воспевающие легендарную Магнитку, внесшие значительный вклад в развитие уральской поэтической школы
- Николай Сергованцев (Москва) — за книгу «Мамин-Сибиряк»
- Андрей Тарханов (Ханты-Мансийск) — за многолетний вклад в развитие литературы Западной Сибири и Урала
- Валентина Телегина (Пермь) — за книгу стихов «Богородская трава»
- Александр Мищенко (Тюмень) — за вклад в дальнейшее развитие художественной публицистики региона и продолжение патриотических традиций в книге «Побег из Кандагара»

### 2007
Церемония прошла 6 ноября в Муравленко (Ямало-Ненецкий автономный округ).
Лауреаты:
- Александр Ананичев (Москва) (премия «Алёнушка») — за повесть о преподобном Стефане Пермском (в серии «Русские святые»), внесшую достойный вклад в духовно-нравственное воспитание современной молодежи
- Архиепископ Димитрий (Алексей Капалин) (Тобольск) — за книгу «Демографические процессы в Тюменской области и социальное служение Тобольско-Тюменской епархии», внесшую заметный вклад в краеведение Западной Сибири
- Юрий Бриль (Екатеринбург) — за книгу прозы «Избранное», талантливо продолжающую литературные традиции Урала и Сибири
- Олег Вепрев и Вячеслав Лютов (Челябинск) — за книгу «Государственная безопасность: три века на Южном Урале», глубоко и правдиво раскрывающую историю становления спецслужб в опорном крае державы
- Владимир Волковец (Советский) — за книги стихов последних лет, внесшие большой вклад в современную поэзию региона
- Александр Кравцов (Тюмень) — за значительный вклад в укрепление содружества писателей Урало-сибирского региона и циклы рассказов, реалистически изображающие жизнь топографов-геодезистов
- Вячеслав Ремизов (Москва) — за стихотворно-философские циклы, посвященные духовно-нравственным исканиями нашего современника на перепутье эпох
- Николай Смирнов (Нижневартовск) — за сочинения в пяти томах, воспевающие героический труд первопроходцев-нефтяников Западной Сибири

### 2008
Церемония прошла 6 ноября в Нижневартовске.
Лауреаты:
- Маргарита Анисимкова (Нижневартовск) — за исторический роман «Мангазея», талантливо продолжающий реалистические традиции отечественной прозы
- Юрий Афанасьев (Салехард) (посмертно) — премия «Алёнушка» — за циклы сказок «Сказки дедушки Ай-по» и «Алешины сказки», продолжающие литературные традиции Д. Н. Мамина-Сибиряка
- Сергей Бузмаков (Барнаул) — за книгу прозы «Нагорные записки, правдиво раскрывающую нравственные искания нашего современника на рубеже эпох
- Валерий Ганичев (Москва) — за выдающийся вклад и многогранную деятельность по укреплению Союза писателей России, талантливое развитие реалистических традиций русской исторической прозы
- Виктор Козлов (Мегион) — за стихи последних лет, прославляющие труд нефтяников Западной Сибири
- Владимир Силкин (Москва) — за стихотворный цикл „Корни“ об уральских танкостроителях, внесших существенный вклад в военно-патриотическое воспитание современной молодежи
- Татьяна Соколова (Пермь) — за литературное эссе „Пермь Астафьева“, внесшее достойный вклад в российское литературоведение
- Зотик Тоболкин (Тюмень) — за многолетний творческий вклад в развитие прозы и драматургии Западной Сибири
- Владимир Черноземцев (Челябинск) — за совокупность работ по культуре Челябинской области, внесших заметный вклад в краеведение Южного Урала
- Нина Ягодинцева (Челябинск) — за книгу „Поэтика: принципы безопасности творческого развития“, талантливо развивающую философию литературного творчества

### 2009
Церемония прошла 6 ноября в Нижнем Тагиле.
Лауреаты:
- Юрий Вэлла (Айваседа) (д. Варьёган) — за сборник прозы „Ветерок с озера“, талантливо и самобытно раскрывающий жизнь коренных народов Тюменского Севера
- Венедикт Станцев (Екатеринбург) (посмертно) — за талантливое воспевание подвига советского солдата в годы Великой Отечественной войны и выдающийся вклад в развитие военно-патриотических традиций отечественной поэзии
- Лола Звонарёва (Москва) — за серию критических статей, глубоко и талантливо раскрывающих нравственные и творческие искания современных писателей урало-сибирского региона
- Галина Колесникова (Барнаул) — за поэтические сборники последних лет, продолжающие развитие реалистических традиций сибирской поэзии и многолетнюю деятельность по сплочению писательского сообщества
- Людмила Липатова (Салехард) — за книгу документальной прозы „Сава луца — хороший человек М. М. Броднев“, правдиво и талантливо повествующую о выдающемся сыне Ямала
- Ким Макаров (Челябинск) — за высокое художественное мастерство, явленное в сборнике прозы „Вечерний свет“, талантливо развивающем уральские притчевые традиции
- Константин Скворцов (Москва) — за совокупное литературное творчество, значительный вклад в развитие жанра поэтической драмы, глубокое художественное осмысление истории Урала

### 2010
Церемония прошла 6 ноября в Ханты-Мансийске.
Лауреаты:
- Анатолий Белозерцев (Челябинск) — за сборник прозы и публицистики „Берёзовые сны“, талантливо раскрывающий нравственные искания современников
- Валентина Ерофеева-Тверская (Омск) — за достойный вклад в укрепление содружества писателей Урала и Сибири и сборник стихов „Глядеть — не наглядеться в небеса“, внесший заметный вклад в современную поэзию региона
- Валерий Михайловский (Нижневартовск) — за книгу „Вах таинственный“ и серию научных статей, внесших заметный вклад в краеведение Западной Сибири
- Александр Родионов (Барнаул) — за значительный вклад в развитие реалистических традиций отечественной исторической прозы
- Роман Ругин (Салехард) — за самобытный вклад в многонациональную литературу России и большую просветительскую и общественную деятельность по духовно-нравственному воспитанию молодежи Полярного Урала
- Валентин Сорокин (Москва) — за совокупное литературное творчество, выдающийся вклад в развитие русской поэзии, книги стихов, талантливо воспевающие родной Южный Урал

### 2011
Церемония прошла 6 ноября в Оперном театре Магнитогорска.
Лауреаты:
- Николай Воронов (Москва) — за совокупное художественное творчество и значительный вклад в литературу о рабочем классе Урала
- Вадим Гриценко и Вячеслав Калинин (Ямало-Ненецкий автономный округ) — за книгу „История мёртвой дороги“, внесшую заметный вклад в краеведение Западной Сибири
- Княз Гурбанов (Пыть-Ях) — за многолетний вклад в укрепление содружества писателей Урала и Сибири и сборник притч „Были в саду абрикосы“, обогативший многонациональную литературу региона
- Сергей Козлов (Ханты-Мансийск) — за сборник повестей и рассказов „Хождение за три ночи“, талантливо и самобытно раскрывающий нравственные искания современников
- Зоя Прокопьева (Челябинск) — за развитие реалистических традиций отечественной прозы в романе „Своим чередом“, талантливо и ярко раскрывающем жизнь и быт зауральского крестьянства в 30-40-х годах двадцатого столетия
- Владимир Якушев (Пермь) — за книги критики „Повседневный бог“ и „Последние герои эпохи“, внесшие свой вклад в литературоведение Прикамья

### 2012
Церемония прошла 6 ноября в Оренбурге.
Лауреаты:
- Николай Иванов (Москва) — за честное и высокохудожественное раскрытие образа защитника Отечества на перепутье эпох
- Петр Казанцев (Ямало-Ненецкий автономный округ) — за книгу „К Ямалу лишь одно прикосновенье…“, внёсшую заметный вклад в краеведение Западной Сибири
- Наталья Кожевникова (Оренбург) — за стихи последних лет, исповедующие патриотизм и высокую нравственность
- Геннадий Комаров (Челябинск) — за сборник избранных стихотворений „Над серостью полей“, продолжающий традиции отечественной гражданской лирики
- Владимир Мазин (Нижневартовск) — за сборники стихов „Негасимый свет чувала“ и „В ритмах времени, в рифмах судьбы“, обогатившие многонациональную литературу региона
- Салим Фатыхов (Челябинск) — за совокупное художественное творчество, воспевание образа женщины-матери в книге „Мировая история женщины“, а также многолетний вклад в укрепление содружества писателей Урала и Сибири
- Иван Юлаев (Оренбург) — за книгу „Природой сотворённый храм“, пронизанную любовью к родной земле, развивающий реалистические традиции отечественной прозы и внёсшую свой вклад в краеведение Южного Урала

### 2013
Церемония прошла 6 ноября в Кирове.
Лауреаты:
- Людмила Ефремова (Надым) — за книгу стихотворений „Небес земное притяженье…“, внесшую заметный вклад в поэзию Западной Сибири
- Александр Чиненков (п. Красный Коммунар) — за трилогию „Салмышская трагедия“, повествующую о сложной и противоречивой истории оренбургского казачества в годы гражданской войны
- Дмитрий Федотов (Москва) — за творческое развитие лучших традиций сибирской исторической прозы» в романе «Огненный глаз Тенгри»
- Павел Черкашин (Ханты-Мансийск) — за сказку «Тимопей», продолжающую фольклорные традиции Урала и Сибири (премия «Аленушка»)
- Николай Дорошенко (Москва) — за публицистику последних лет, продолжающую лучшие традиции русской патриотической литературы
- Владимир Ситников (Киров) — за совокупный вклад в художественную литературу Вятского края, любовь к родной земле, развитие реалистических традиций отечественной прозы

### 2014
Церемония прошла 6 ноября в Сургуте.
Лауреаты:
- Еремей Айпин (Ханты-Мансийск) — за весомый, многолетний вклад в развитие художественной литературы Западной Сибири
- Сергей Дмитриев (Москва) — за книгу «На Святом Афоне. Стихи русского паломника», продолжающую лучшие традиции русской патриотической литературы
- Владимир Коровин (Озёрск) — за книгу избранной лирики «Незабудки… Эдельвейсы…», исповедующую любовь к родной земле и верность гражданскому долгу
- Юрий Кукевич (Салехард) — за сборник стихов «Нищий неба», внесший существенный вклад в развитие литературы Ямала
- Сергей Лагерев (Сургут) — за подвижничество в пропаганде русской литературы и цикл литературоведческих статей о творчестве Николая Рубцова
- Юрий Минералов (Москва) — посмертно, за книгу стихов «Возвращение музыки», исповедующую верность русскому Слову и поэтической традиции, внесшую заметный вклад в отечественную лирику

### 2015
Церемония прошла 6 ноября в Шадринске.
Лауреаты:
- Андрей Зеленин — пермский писатель[1], кавалер ордена Достоевского, за книгу прозы «И снова про войну», внёсшую достойный вклад в патриотические произведения для детей и юношества
- Николай Ганущак (Сургут) — за литературное подвижничество и значительный вклад в дело пропаганды российской словесности
- Алексей Зайцев (Челябинск) — за книгу стихотворений «На пути к Богу», продолжающую лучшие традиции русской православной литературы
- Николай Ольков (Тюменская область) — за повести и рассказы, вошедшие в собрание сочинений в трёх томах, исповедующие традиционные ценности российской деревни[2].
- Нина Парфёнова (Салехард) — за значительный вклад в развитие многонациональной литературы Ямала
- Михаил Рябий (Ханты-Мансийск) — за многолетний, плодотворный вклад в литературоведение Западной Сибири
- Владимир Усманов (Курган) — за свод книг художественной публицистики, внесших заметный вклад в военно-патриотическую литературу Зауралья

### 2016
Церемония прошла 6 ноября в Омске.
Лауреаты:
- Марина Безденежных (Омск) — за книгу стихотворений «Материнская плата», развивающую философско-исповедальные традиции отечественной лирики
- Николай Глумов (Пермь) — за книгу стихотворений «Пролетарские дворы», достойно продолжающую лучшие традиции русской поэзии
- Евгений Жуков (Екатеринбург) — за литературное подвижничество и наставничество, а также за значительный вклад в пропаганду уральской литературы
- Станислав Мальцев (Тюмень) — премия «Алёнушка» — за многолетний вклад в развитие литературы для детей и юношества в Западной Сибири
- Виталий Молчанов (Оренбург) — за книгу стихотворений «Фрески», внёсшую достойный вклад в современную русскую эпическую поэзию
- Анна Неркаги (Салехард) — за книгу «Песнь творцу» (на русском и ненецком языках), внесшую значительный вклад в развитие многонациональной литературы Ямала
- Олег Павлов (Челябинск) — за повесть «Дом в Оболонске, или поэма о чёрной смородине», талантливо продолжающую традиции отечественной прозы

### 2017
Церемония прошла 6 ноября в Нижнем Тагиле.
Лауреаты:
- Владимир Курбатов (Челябинск) — за сборник стихов «Акупунктура сердца», внёсший достойный вклад в развитие гражданственной лирики и поэтических традиций Южного Урала
- Наталья Паэгле (Екатеринбург) — за книгу «Дмитрий Мамин-Сибиряк» из серии «Жизнь замечательных уральцев», внёсшую вклад в уральское литературоведение
- Татьяна Горкунова (Екатеринбург) — за сказочную повесть «Путешествие в Цветоград», развивающую художественно-познавательное направление современной литературы для детей и юношества
- Надежда Салиндер (Салехард) — за сборник рассказов «Бубен шамана», правдиво и искренне повествующий о жизни современных оленеводов, раскрывающий богатый духовный мир народов Севера
- Василий Овсепьян (Нижний Тагил) — за поэтические книги последних лет, литературное наставничество, а также за серьёзный вклад в пропаганду уральской литературы

### 2018
Церемония прошла 6 ноября в Барнауле.
Лауреаты:
- Мамед Оруджев (Баку)
- Алевтина Сержантова (Надым)
- Анатолий Шалин (Новосибирск)
- Геннадий Скарлыгин (Томск)
- Владимир Петров (Оренбург)
- Борис Бурмистров (Кемерово)

### 2019
Церемония прошла 6 ноября в Сыктывкаре.
Лауреаты:
- Виктор Бакин (Киров) — за книгу рассказов и очерков «Далекое. Святое. Дорогое….»[3], исповедующую православные ценности и продолжающую реалистические традиции отечественной прозы.
- Олег Черняк (Пермь) — за книгу рассказов «Голос парящей души» (2019)[4][5].

### 2020
Церемония прошла 6 ноября в Тобольске.
Лауреаты:
- Ирина Стецив (Ямал)
- Михаил Рудковский (Челябинск)
- Александр Орлов (Москва)
- Юрий Надточий (Тобольск) — посмертно.[6]